# Rio Urupuca
Rio Urupuca är ett vattendrag i Brasilien.   Det ligger i delstaten Minas Gerais, i den sydöstra delen av landet, 700 km öster om huvudstaden Brasília.
Omgivningarna runt Rio Urupuca är huvudsakligen savann. Runt Rio Urupuca är det glesbefolkat, med 16 invånare per kvadratkilometer.